# Роберт Кіркман
Роберт Кіркман (англ. Robert Kirkman; 30 листопада 1978, Річмонд) — американський письменник, автор коміксів, найбільш відомий своєю роботою над серією коміксів "Ходячі мерці» і «Invincible» для «Image Comics» та «Marvel Team-Up» і «Marvel Zombies» для «Marvel Comics». Разом з Тоддом Макфарлейном працював над створенням серії «Haunt», і з ним же входить в число п'яти власників Image Comics і є єдиним з них, хто не був співзасновником видавництва. Кіркман бере участь у створенні телесеріалів «Ходячі мерці» та «Бійтеся ходячих мерців», що знімаються за мотивами коміксів його авторства, і написав сценарій до четвертого епізоду «Vatos».

### Image Comics
- The Astounding Wolf-Man (2007—2010)
- Brit (2003—2004, 2007—2008)
- Capes (miniseries)
- Guarding the Globe (2010—2011)
- Haunt (2009-present)
- Image United]' (2009—2010)
- Invincible (2003-до тепер)
- Pilot Season для партнерського видавництва Top Cow Comics (2009/2010)[10]
  - Murderer #1 (W) Роберт Кіркман (A) Нельсон Блейк II (Cov) Марк Сільвестрі
  - Demonic #1 (W) Роберт Кіркман (A) Джо Бенітес (Cov) Марк Сільвестрі
  - Stealth #1 (W) Роберт Кіркман (A) Шелдон Мітчел (Cov) Марк Сільвестрі
  - Stellar #1 (W) Роберт Кіркман(A) Бернард Чанг (Cov) Марк Сільвестрі
  - Hardcore #1 (W) Роберт Кіркман (A) Браян Стелфріз (Cov)Марк Сільвестрі
- Super Dinosaurio (2011-до тепер)
- SuperPatriot
- Tech Jacket (2002—2003)
- The Walking Dead (2003-до тепер)

### Marvel Comics
- Captain America vol. 4, #29-32 (2004)
- Destroyer
- Epic Anthology #1
- Fantastic Four: Foes #1-6 (2005)
- The Irredeemable Ant-Man #1-12 (2006—2007)
- Jubilee #1-6 (2004)
- Marvel Knights 2099
- Marvel Team-Up #1-25 (2005—2007)
- Marvel Zombies (2005—2007)
  - Marvel Zombies vol.1 #1-5 (2005—2006)
  - Marvel Zombies: Dead Days (2006)
  - Marvel Zombies 2 vol.2 #1-5 (2007)
- Ultimate X-Men #66-93 & щорічник #2 (2006—2008)

### Інше
- Battle Pope (2000)

### Інтерв'ю
- 2010 Interview on the Geek's Guide to the Galaxy podcast (англ.)
- An Excerpt of George Khoury's Kirkman interview from IMAGE COMICS: THE ROAD TO INDEPENDENCE at PopImage (англ.)
- Podcast interview at comiXology (англ.)
- An Interview with Robert Kirkman about Pilot Season with the Legion of Dudes. (англ.)
- Nerdist Podcast #93: Robert Kirkman May 2011 podcast, recorded live at NerdMelt (англ.)